# Susan Külm
Susan Külm (* 13. August 1996 in Tallinn) ist eine estnische Biathletin. Sie nahm an den Olympischen Winterspielen 2022 teil.

## Sportliche Laufbahn
Susan Külm begann im Jahr 2010 mit dem Biathlonsport. Ihr internationales Debüt feierte sie bereits im Januar 2013 im Alter von 16 Jahren bei den Jugendweltmeisterschaften in Obertilliach. In der Folgesaison startete sie, ebenfalls in Obertilliach, erstmals in einem Staffelrennen im IBU-Cup, an der Seite ihrer nur unwesentlich älteren Teamkolleginnen Meril Beilmann, Tuuli Tomingas und Johanna Talihärm wurde die junge Estin überrundete Letzte. In den Folgejahren bekam Külm zum Großteil Einsätze im IBU-Junior-Cup und auch bei drei weiteren Juniorenweltmeisterschaften. Zum Saisonende 2016/17 gelang ihr in Kontiolahti mit Rang 16 im Einzel erstmals ein Top-20-Resultat im IBU-Cup der Senioren, welches ihr eine Woche darauf das Weltcupdebüt bescherte. Ebenfalls in Kontiolahti wurde die Estin 91. im Sprint und 21. mit der Mixedstaffel.

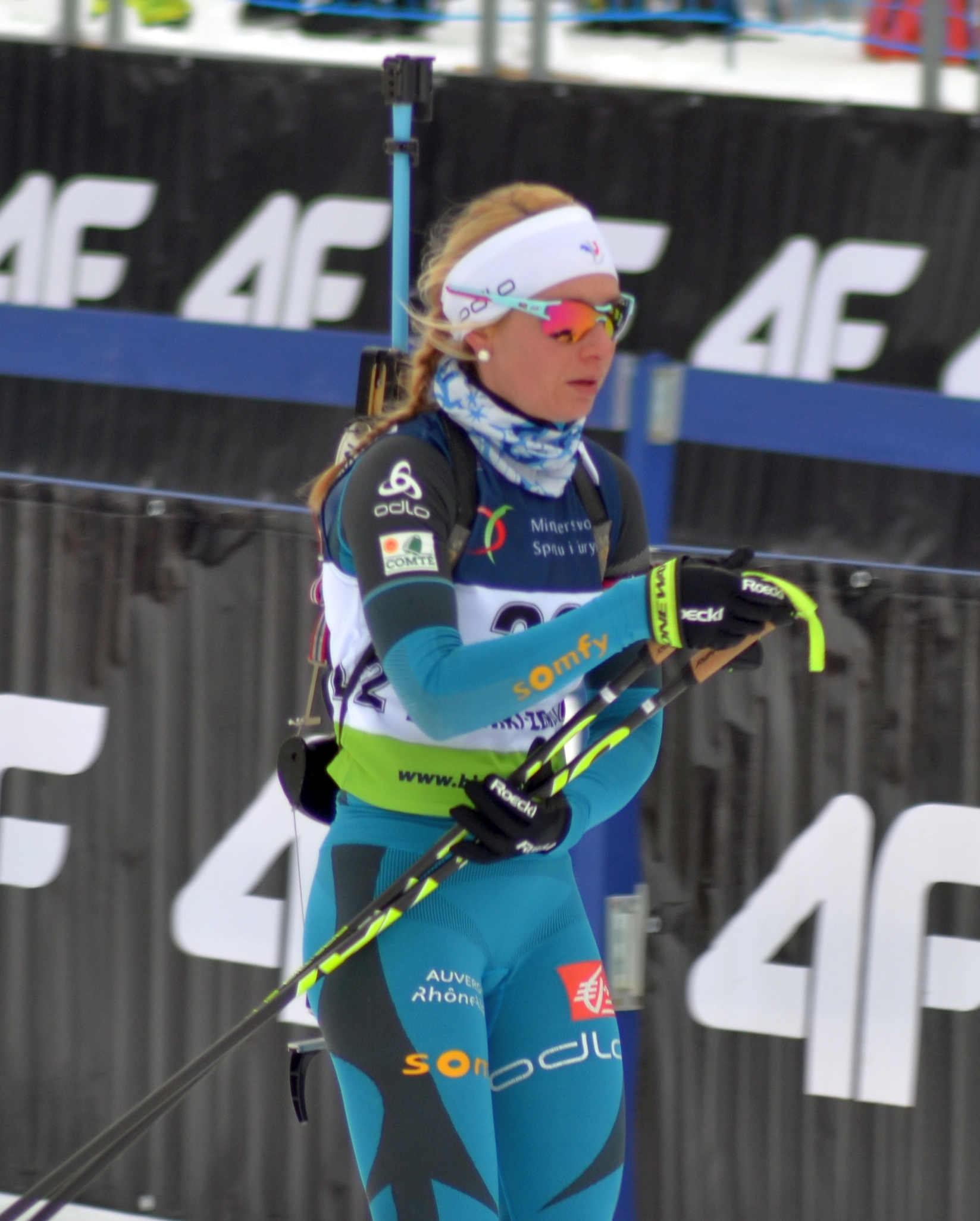
Zieleinlauf beim EM-Einzelwettkampf 2017

In den Jahren 2017 bis 2020 beschränkten sich die Auftritte Külms ausschließlich auf den IBU-Cup. Nachdem in dieser Zeit zum Großteil keine auffälligen Ergebnisse heraussprangen, empfahl sich die Estin zum Ende der Saison 2020/21 mit mehreren Ergebnissen unter den besten 40. Die Saison schloss sie dementsprechend mit dem Sprint von Östersund im Weltcup ab. 2021/22 gehörte Külm von Anfang an zum Weltcupaufgebot. Ihr erstes Verfolgungsrennen erreichte sie dort im Januar 2022 in Ruhpolding. Größeren Erfolg gab es aber mit der Damenstaffel, stets an dritter Stelle laufend gab es in allen sechs Rennen der Saison Top-15-Platzierungen, drei davon sogar unter den besten Zehn. Größter Erfolg für die Estin wurde die Teilnahme an den Olympischen Spielen in Peking, für die sie neben ihren Staffelkolleginnen Tuuli Tomingas, Johanna Talihärm und Regina Oja nominiert wurde. Dort erreichte Külm in Sprint und Verfolgung die Plätze 44 und 45 und damit ihre besten Ergebnisse auf Weltcupebene. Die Saison schloss sie in Oslo mit zwei weiteren Top-50-Platzierungen ab.
Im Winter 2022/23 verbesserte sich Susan Külm deutlich. Mit der Damenstaffel ging es dreimal unter die besten Zehn, beim Saisonauftakt in Kontiolahti errang sie als Sprint-39. erste Weltcuppunkte. Ihr bis dahin bestes Individualergebnis erzielte die Estin beim Einzel von Ruhpolding als 29., bei den Weltmeisterschaften war das beste Resultat Rang 39 im Verfolger sowie Platz 10 mit der Damenstaffel. Bei den Sommerbiathlon-Weltmeisterschaften 2023 verpasste sie zwar eine Medaille, überzeugte aber im durchaus gut besetzten Athletenfeld mit zwei fünften Plätzen. Diese Ergebnisse konnte sie am Beginn der neuen Saison bestätigen, gleich im ersten Einzelrennen in Östersund feierte Külm mit Position 18 ihr neues Bestergebnis. Ansonsten nahm sie lediglich aus dem Sprint von Östersund und der Verfolgung in Oberhof Punkte mit, in der Single-Mixed-Staffel von Antholz erlief sie zusammen mit Rene Zahkna einen respektablen 8. Platz. Aus diesem Grund liefen die beiden auch bei den Weltmeisterschaften und verpassten die Top 10 als Elfte nur knapp. Im Verfolger erreichte Külm den 27. Platz, den größten Erfolg gab es aber mit der Damenstaffel, die sie nach Regina Ermits und Tuuli Tomingas überraschend als Führende übernahm und an dritter Stelle auf Johanna Talihärm übergab, die auf dem vierten Platz die Ziellinie überquerte.
Im August 2024 erreichte Külm bei den Sommerbiathlon-Weltmeisterschaften drei Top-10-Platzierungen. Beim Weltcupauftakt 2024/25 in Kontiolahti lief sie mit Rang 20 im Kurzeinzel zu ihrem bis dahin zweitbesten Weltcupergebnis. Nach dem Jahreswechsel überzeugte sie auch im Einzel von Ruhpolding, indem sie mit dem zwölften Platz zum Weltcup-Bestresultat lief; damit qualifizierte sie sich für ihren ersten Massenstart und schloss diesen als 28. ab. Ein großer Erfolg gelang der Estin kurz vor Saisonende, als sie in ihrer Heimat Otepää an einigen IBU-Cup-Wettkämpfen teilnahm und das dort ausgetragene verkürzte Einzel vor Karoline Erdal und Camille Bened für sich entscheiden konnte.

## Persönliches

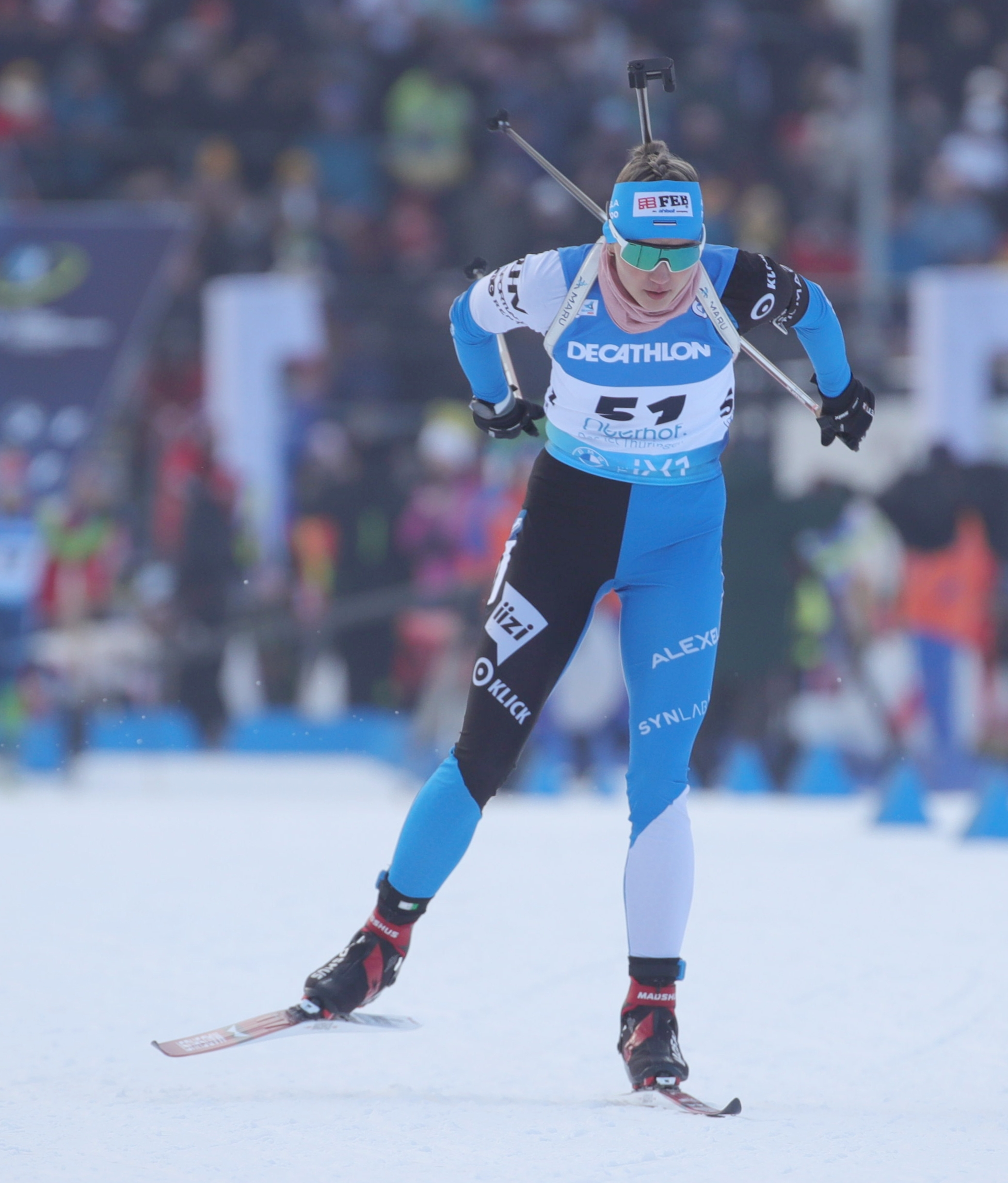
Külm bei der WM 2023 in Oberhof

Susan Külm lebt im Wintersportzentrum Otepää.

## Statistiken

### Weltcupplatzierungen
Die Tabelle zeigt alle Platzierungen (je nach Austragungsjahr einschließlich Olympische Spiele und Weltmeisterschaften).
- 1.–3. Platz: Anzahl der Podiumsplatzierungen
- Top 10: Anzahl der Platzierungen unter den ersten zehn (einschließlich Podium)
- Punkteränge: Anzahl der Platzierungen innerhalb der Punkteränge (einschließlich Podium und Top 10)
- Starts: Anzahl gelaufener Rennen in der jeweiligen Disziplin
- Staffel: inklusive Mixed- und Single-Mixed-Staffeln

| Platzierung               | Einzel | Sprint | Verfolgung | Massenstart | Staffel | Gesamt |
| ------------------------- | ------ | ------ | ---------- | ----------- | ------- | ------ |
| 1. Platz                  |        |        |            |             |         |        |
| 2. Platz                  |        |        |            |             |         |        |
| 3. Platz                  |        |        |            |             |         |        |
| Top 10                    |        |        |            |             | 9       | 9      |
| Punkteränge               | 4      | 4      | 2          | 1           | 26      | 37     |
| Starts                    | 9      | 28     | 11         | 1           | 26      | 75     |
| Stand: Saisonende 2024/25 |        |        |            |             |         |        |

### Weltcupwertungen
Ergebnisse bei Weltcups (Disziplinen- und Gesamtweltcup) gemäß Punktesystem.
| Saison  | Einzel | Einzel | Sprint | Sprint | Verfolgung | Verfolgung | Massenstart | Massenstart | Gesamt | Gesamt |
| Saison  | Platz  | Punkte | Platz  | Punkte | Platz      | Punkte     | Platz       | Punkte      | Platz  | Punkte |
| ------- | ------ | ------ | ------ | ------ | ---------- | ---------- | ----------- | ----------- | ------ | ------ |
| 2022/23 | 54.    | 12     | 76.    | 3      | 69.        | 1          | –           | –           | 76.    | 16     |
| 2023/24 | 44.    | 23     | 79.    | 6      | 73.        | 5          | –           | −           | 68.    | 34     |
| 2024/25 | 21.    | 50     | 62.    | 19     | –          | –          | 54.         | 6           | 57.    | 75     |

### Olympische Winterspiele
Ergebnisse bei Olympischen Winterspielen:
|                                        | Einzelwettbewerbe | Einzelwettbewerbe | Einzelwettbewerbe | Einzelwettbewerbe | Staffelwettbewerbe | Staffelwettbewerbe |
| Einzel                                 | Sprint            | Verfolgung        | Massenstart       | Damenstaffel      | Mixedstaffel       |                    |
| -------------------------------------- | ----------------- | ----------------- | ----------------- | ----------------- | ------------------ | ------------------ |
| Olympische Winterspiele 2022 \| Peking | 82.               | 44.               | 45.               | –                 | 15.                | –                  |

### Biathlon-Weltmeisterschaften
Ergebnisse bei den Weltmeisterschaften:
| Weltmeisterschaften | Weltmeisterschaften | Einzelwettbewerbe | Einzelwettbewerbe | Einzelwettbewerbe | Einzelwettbewerbe | Staffelwettbewerbe | Staffelwettbewerbe | Staffelwettbewerbe |
| Jahr                | Ort                 | Einzel            | Sprint            | Verfolgung        | Massenstart       | Damenstaffel       | Mixedstaffel       | S.-M.-Staffel      |
| ------------------- | ------------------- | ----------------- | ----------------- | ----------------- | ----------------- | ------------------ | ------------------ | ------------------ |
| 2023                | Oberhof             | 59.               | 60.               | 39.               | –                 | 10.                | –                  | –                  |
| 2024                | Nové Město          | 62.               | 41.               | 27.               | –                 | 4.                 | –                  | 11.                |
| 2025                | Lenzerheide         | 47.               | 36.               | 39.               | –                 | 10.                | 13.                | –                  |

### Jugend-/Juniorenweltmeisterschaften
Külm nahm bis 2015 an den Jugend-, danach an den Juniorenwettkämpfen teil.
| Weltmeisterschaften | Weltmeisterschaften | Einzelwettbewerbe | Einzelwettbewerbe | Einzelwettbewerbe | Damenstaffel   |
| Jahr                | Ort                 | Einzel            | Sprint            | Verfolgung        | Damenstaffel   |
| ------------------- | ------------------- | ----------------- | ----------------- | ----------------- | -------------- |
| 2013                | Obertilliach        | 51.               | 64.               | –                 | 15. (Junioren) |
| 2015                | Minsk               | 67.               | 50.               | 48.               | 8.             |
| 2016                | Cheile Grădiștei    | 41.               | 45.               | 54.               | –              |
| 2017                | Osrblie             | 33.               | 44.               | 52.               | –              |

### IBU-Cup-Siege
| Nr. | Datum         | Ort    | Disziplin  |
| --- | ------------- | ------ | ---------- |
| 1.  | 12. März 2025 | Otepää | Kurzeinzel |